# Arturo Carlo Quintavalle
Arturo Carlo Ottaviano Quintavalle (Parma, 12 maggio 1936) è uno storico dell'arte italiano.

## Biografia
Entrambi i suoi genitori sono stati celebri storici dell'arte: il padre, Armando Quintavalle (Napoli 1894 - Modena 1967), fu soprintendente per le province di Parma e di Piacenza dal 1933 al 1959. Studioso del romanico campano, passò poi all'arte rinascimentale in Emilia, dedicando al Correggio la celebre mostra del 1934, nella quale mise in luce anche i suoi principali allievi, soprattutto il Parmigianino, al quale Quintavalle dedicò poi una fondamentale monografia nel 1948. Durante la seconda guerra mondiale mise in salvo circa novemila opere che costituivano il patrimonio più prezioso della Galleria nazionale di Parma, nascondendole nel castello di Torrechiara.
Sua madre, Augusta Ghidiglia, fu una delle principali studiose del Novecento sul Correggio sul Parmigianino, ma operò anche restauri e scoperte eccezionali, come l'insieme di Girolamo Mazzola Bedoli nel refettorio del convento di San Giovanni.  Scrisse importanti monografie su Michelangelo Anselmi (1960) e il Bertoja (1963). 
Ha studiato all'Università di Pisa e alla Scuola Normale Superiore, dove è stato allievo di Carlo Ludovico Ragghianti. I suoi studi e ricerche vanno dai fondamenti dell'arte medievale al Novecento, e mostrano grande interesse per le numerose forme artistiche dell'età contemporanea e soprattutto per la fotografia e il design. Nel 1968, come professore ordinario di storia dell'arte presso l'Università degli Studi di Parma, ha fondato il Centro studi e archivio della comunicazione presso la stessa Università e lo ha diretto per diversi anni.
Noti i suoi contributi su Wiligelmo e il Battistero di Parma.
Dagli inizi degli anni '70 per 25 anni, ha curato la rubrica d'arte sul settimanale Panorama e ha collaborato per 30 anni al Corriere della Sera.
Nell'aprile 2019, riferendosi all'incendio della Cattedrale di Notre-Dame, ha commentato: «E' come dire addio alla Cappella Sistina».

## Opere principali
- La Cattedrale di Modena (1964-65)
- L'opera sul Correggio (1970)
- Il territorio della fotografia (1979)
- Arte italiana 1960-80 (1984)
- Design: Roberto Sambonet (1993)
- Emilio Tadini, Milano, Fabbri, 1994
- Fratelli Alinari, Fotografi in Firenze, 150 anni che illustrarono il mondo: 1852-2002
- I Paisàn: Immagini di fotografia contadina della Bassa Padana di Giuseppe Morandi
- Mario Schifano. America Anemica (Parma, 3 maggio-22 giugno 2008), Skira, 2008
- Franco Bevilacqua - Lettere in forma di pittura, Palombi Editore, 2006
- Arredi liturgici e architettura, Mondadori Electa, 2007

## Riconoscimenti
- Nel 2011 ha ricevuto l’"Aoristo d’oro", premio istituito dall’Associazione ex studenti del Liceo Romagnosi in occasione dei 150 anni dell’istituto.[8]

- Nel 2017 il Comune di Parma ha conferito a Quintavalle la Medaglia d’Oro del Premio Sant'Ilario per "l’esempio di autenticità e d’impegno nel rigore, non solo negli studi storici e teorici ma soprattutto per la conservazione del patrimonio storico artistico contemporaneo".